# Nage (cuisine)
Une nage est un court-bouillon utilisé pour faire pocher les aliments à chair délicate, en particulier le poisson et les crustacés. Elle est composée de vin blanc, de légumes et d'herbes aromatiques. Le liquide est ensuite réduit et lié à la crème ou au beurre,.